# Golbang
 (décembre 2022).
 (décembre 2022).
 (décembre 2022).
La mise en forme du texte ne suit pas les recommandations de Wikipédia : il faut le « wikifier ».
Les points d'amélioration suivants sont les cas les plus fréquents. Le détail des points à revoir est peut-être précisé sur la page de discussion.
- Les titres sont pré-formatés par le logiciel. Ils ne sont ni en capitales, ni en gras.
- Le texte ne doit pas être écrit en capitales (les noms de famille non plus), ni en gras, ni en italique, ni en « petit »…
- Le gras n'est utilisé que pour surligner le titre de l'article dans l'introduction, une seule fois.
- L'italique est rarement utilisé : mots en langue étrangère, titres d'œuvres, noms de bateaux, etc.
- Les citations ne sont pas en italique mais en corps de texte normal. Elles sont entourées par des guillemets français : « et ».
- Les listes à puces sont à éviter, des paragraphes rédigés étant largement préférés. Les tableaux sont à réserver à la présentation de données structurées (résultats, etc.).
- Les appels de note de bas de page (petits chiffres en exposant, introduits par l'outil «  Source ») sont à placer entre la fin de phrase et le point final[comme ça].
- Les liens internes (vers d'autres articles de Wikipédia) sont à choisir avec parcimonie. Créez des liens vers des articles approfondissant le sujet. Les termes génériques sans rapport avec le sujet sont à éviter, ainsi que les répétitions de liens vers un même terme.
- Les liens externes sont à placer uniquement dans une section « Liens externes », à la fin de l'article. Ces liens sont à choisir avec parcimonie suivant les règles définies. Si un lien sert de source à l'article, son insertion dans le texte est à faire par les notes de bas de page.
- La présentation des références doit suivre les conventions bibliographiques. Il est recommandé d'utiliser les modèles {{Ouvrage}}, {{Chapitre}}, {{Article}}, {{Lien web}} et/ou {{Bibliographie}}. Le mode d'édition visuel peut mettre en forme automatiquement les références.
- Insérer une infobox (cadre d'informations à droite) n'est pas obligatoire pour parachever la mise en page.

Pour une aide détaillée, merci de consulter Aide:Wikification.
Si vous pensez que ces points ont été résolus, vous pouvez retirer ce bandeau et améliorer la mise en forme d'un autre article.
Golbang, lancé en mai 2017 par son créateur Bruno Schwobthaler, est un jeu qui se présente comme une variante 3v3 du football. Il s’appuie sur des règles simples et se joue sur un terrain de taille réduite (10 mètres x 10 mètres au minimum) comme un ½ terrain de foot à 5, de basket ou de handball  y compris les surfaces dures, car il n’y a pas de contacts ni de tacles, sur un seul but d’une taille 2 m de haut x 3 m de large au minimum avec la possibilité d'utiliser les buts standards de football à 7 ou à 11 joueurs.
Le nom « Golbang » résulte de l’association de Gol qui fait référence à la finalité du football qui est de marquer des buts et de Bang qui indique la disruption.  

## Concept de jeu
Deux équipes (teams) de trois joueurs : une équipe en défense composée de deux défenseurs (golblockers) et un gardien (golbuster) contre une équipe de trois  attaquants (golbangers) dans un match (battle) qui dure 30 minutes en quatre quart-temps. Les équipes changent de rôle à chaque quart-temps ce qui garantit le même temps de possession de balle à chacune. La durée de la battle peut être réduite mais le principe des 4 quart-temps doit être conservé pour garantir l’égalité.  
Une zone triangulaire d’environ 7 mètres de côté est tracée au sol, avec de la craie, du ruban adhésif ou des lattes de marquage. Les  trois défenseurs se placent à l'intérieur de la zone et les trois attaquants sont à l'extérieur.  

## Règles du jeu
Le Golbang s’appuie sur 3 règles de base: 
1.Jouer dans sa zone: les défenseurs ne peuvent  pas sortir de la zone et leur rôle est de se déplacer pour gêner les attaquants, réduire les possibilités de tir et bloquer les tentatives. Les attaquants qui sont à l'extérieur de la zone  peuvent donc se passer la balle sans opposition et jouer selon leurs capacités.
2.Jouer du pied ou de la tête comme au football avec un ballon de football ou de volley normal et pas d’équipement spécifique pour les joueurs .
3.Jouer la balle en l’air à une touche, avec ou sans rebond comme au tennis. Une deuxième touche est autorisée pour frapper au but. Un attaquant a donc le choix de passer la balle avant ou après rebond, de frapper avant ou après rebond ou de frapper après un premier contrôle .

## Mise en jeu et déroulement de match(battle)
Un attaquant met la balle en jeu à la main - comme une touche de football – vers un coéquipier qui choisit de passer la balle, à une touche avant ou après rebond, ou de frapper. Les attaquants se passent la balle jusqu’au moment où l’un d’eux choisit de frapper au but.
Il y a remise en jeu dès que le ballon est perdu par l’attaque: but, double contact ou main d’un attaquant, ballon sorti des limites, ballon bloqué par la défense. Si la défense bloque le ballon, elle le rend à l’attaque pour une remise en jeu.
Si l’un des 2 défenseurs fait une main volontaire pour arrêter une tentative de but, il y a un pénalty (Goltry). L’ attaquant qui a frappé au but se place face au gardien à la pointe du triangle, un coéquipier placé sur le côté lui lance la balle et l’attaquant frappe de volée pour essayer de marquer.
Le Golbang valorise les buts et les gestes spectaculaires: un but normal vaut 1 point, un but de la tête 5 points, un but en lucarne 10 points et une lucarne de la tête 20 points. Le gardien aussi peut marquer 20 points en réussissant le saut du scorpion: sauter et repousser la balle avec les talons
Une victoire rapporte 5 points, un nul 4 et une défaite 3 points. Ce mode d’allocation de point est fait pour encourager les équipes à jouer le plus souvent possible pour marquer des points et progresser dans les classements officiels. 

## Intégration de la technologie
Les participants au match Golbang peuvent  prendre part aux Skilltests qui sont des ateliers de mesures organisés par Golbang pour mesurer la vitesse de tir, la détente sèche et la précision de passe qui sont les 3 compétences de base utilisées pour jouer au Golbang . Golbang publie sur son site, les classements officiels des teams et des skilltests individuels, qui sont remis à zéro au 1er janvier de chaque année.Pour valider les buts marqués en lucarne, Golbang intègre un avertisseur sonore ou un système équivalent, placé dans la lucarne et qui se déclenche si la frappe est suffisamment puissante.

## Créateur Bruno Schwobthaler
Avec la création de Golbang, Bruno Schwobthaler propose une pratique sportive combinant plusieurs genres des sports comme le football, le handball et le basketball.

## Tournois , Compétitions et Partenariats
En mai 2018, Golbang organise  son 1er mondial étudiants, les Millenial  World Battles, à Bordeaux,. 
En juin 2019,  il organise son 1er mondial féminin, les GIRLS WORLD BATTLES, à Paris.
En juin 2022, il organise  les Staps Battles , coupe de France de 3v3 football réservée aux étudiants de la filière Staps.
En avril 2022, il signe un partenariat avec la Fédération Française des Clubs Omnisports pour contribuer au développement de la pratique sportive en mode ludique.

## Succès médiatisé
Le Golbang est présent dans les médias B2C généralistes tel que le  journal de 20h de TF1.
Il  est présent  dans les médias B2B généralistes  comme Sporsora .